# Liste der Bodendenkmale in Bollingstedt
In der Liste der Bodendenkmale in Bollingstedt sind die Bodendenkmale der Gemeinde Bollingstedt nach dem Stand der Bodendenkmalliste des Archäologischen Landesamts Schleswig-Holstein von 2016 aufgelistet. Die Baudenkmale sind in der Liste der Kulturdenkmale in Bollingstedt aufgeführt.
| Denkmal-ID           | Befundart            | Bezeichnung                   | Zeitstellung                 | Lage | Bemerkungen                                  | Bild |
| -------------------- | -------------------- | ----------------------------- | ---------------------------- | ---- | -------------------------------------------- | ---- |
| aKD-ALSH-Nr. 003 626 | Grabmal > Grabhügel  | Grabhügel                     | Vor- und/oder Frühgeschichte |      |                                              |      |
| aKD-ALSH-Nr. 003 627 | Grabmal > Grabhügel  | Grabhügel                     | Vor- und/oder Frühgeschichte |      |                                              |      |
| aKD-ALSH-Nr. 003 628 | Grabmal > Grabhügel  | Grabhügel                     | Vor- und/oder Frühgeschichte |      |                                              |      |
| aKD-ALSH-Nr. 003 629 | Grabmal > Grabhügel  | Grabhügel                     | Vor- und/oder Frühgeschichte |      |                                              |      |
| aKD-ALSH-Nr. 003 630 | Befestigung > Burg   | Burg/Motte/Ringwall/Turmhügel | Mittelalter                  |      |                                              |      |
| aKD-ALSH-Nr. 003 631 | Grabmal > Kriegsgrab | Kriegsgrab                    | Neuzeit                      |      | Soldatengrab aus dem Deutsch-Dänischen Krieg |      |